# Comuna de Tarnowiec
Tarnowiec (polaco: Gmina Tarnowiec) é uma gminy (comuna) na Polónia, na voivodia de Subcarpácia e no condado de Jasielski. A sede do condado é a cidade de Tarnowiec.
De acordo com os censos de 2004, a comuna tem 9149 habitantes, com uma densidade 145 hab/km².

## Área
Estende-se por uma área de 63,1 km², incluindo:
- área agrícola: 72%
- área florestal: 18%

## Demografia
Dados de 30 de Junho 2004:
|                      | Total   | Total | Mulheres | Mulheres | Homens  | Homens |
| -------------------- | ------- | ----- | -------- | -------- | ------- | ------ |
|                      | pessoas | %     | pessoas  | %        | pessoas | %      |
| População            | 9149    | 100   | 4672     | 51,1     | 4477    | 48,9   |
| Densidade (pop./km²) | 145     | 100   | 74       | 74       | 71      | 71     |

De acordo com dados de 2002, o rendimento médio per capita ascendia a 1118,77 zł.

## Subdivisões
- Brzezówka, Czeluśnica, Dobrucowa, Gąsówka, Gliniczek, Glinik Polski, Łajsce, Łubienko, Łubno Opace, Łubno Szlacheckie, Nowy Glinik, Potakówka, Roztoki, Sądkowa, Tarnowiec, Umieszcz, Wrocanka.

## Comunas vizinhas
- Chorkówka, Dębowiec, gmina Jasło, Jasło, Jedlicze, Nowy Żmigród